# ۱۲۹ (پیش از میلاد)
۱۲۹ (پیش از میلاد) ۱۲۹مین سال قبل از تقویم میلادی است.